# Avaí Futebol Clube
El Avaí Futebol Clube es un club de fútbol brasileño de la ciudad de Florianópolis, capital del estado de Santa Catarina en el sur del país, que juega en el Campeonato Brasileño de Serie B. Fue fundado el 1 de septiembre de 1923 y sus colores son el azul y el blanco.
Su mascota es un León y el club es conocido como "El León de la Isla" ya que el 90% del territorio de Florianópolis está ubicado en una isla. Es el club más ganador de Florianópolis y Santa Catarina a nivel Estatal, contando con un total de 53 títulos en su palmarés, el más reciente en 2019, y un título nacional en 1988. Junto con su clásico rival Figueirense son los máximos campeones del Campeonato Catarinense, con 18 títulos cada uno. 
Avaí jugó el Campeonato de la Serie A en diferentes ocasiones: 1974, 1976, 1977, 1979, 2000, 2009, 2010, 2011, 2014, 2016, 2017, 2019 y 2022.  Ganó su único título nacional en 1998, cuando fue campeón de la Serie C. 
El hincha más conocido del club es el tenista brasileño Gustavo Kuerten.

## Principales hechos históricos
- 1923 – el club es fundado el 1 de septiembre, en Florianópolis (Brasil), con el nombre Avahy Foot-Ball Club.
- 1924 - el club, junto a otros cinco clubes, estos denominados Internato, Trabalhista, Externato, Florianópolis y Figueirense, se juntan para la fundación de la Liga Santa Catharina de Desportos Terrestres (Liga Santa Catharina de Deportes Terrestres), lo que se tornaría la Federación Catarinense de Fútbol.[7][8][9]
- 1924 - conquista su primer título, el del Campeonato Catarinense, y se vuelve en el primer campeón del estado de Santa Catarina. En ese mismo año, juega el primer derby con su rival de Florianópolis, el Figueirense, y pierde el juego por 4-3.
- 1938 – el 20 de febrero, gana el derby contra Figueirense por 11-2, la mayor goleada de la historia del clásico de Florianópolis.
- 1974 – el 10 de marzo, hace su debut en Primera División Nacional, contra el América de la ciudad de Natal y empata 1-1 jugando en la cancha adversaria.
- 1983 – el 15 de noviembre, inaugura su nuevo estadio, Ressacada, con el juego Avaí 1-6 Vasco da Gama.[10] El primer gol del nuevo estadio fue anotado por Wilson Taddei, mediocampista del Vasco da Gama.
- 1998 – conquista su primer título nacional: la Tercera División Nacional.
- Participa en un inédito Brasileirao (llamado "Copa Joao Avelange) junto a casi 100 clubes. Tras finalizar 8° en el grupo A del Módulo Amarillo, clasificaría a 2.ª fase, donde quedaría rápidamente eliminado en manos de Fortaleza SC. No volvería a participar de un torneo de Primera División hasta 2008
- 2008-Ascenso de serie B al Brasileirão 2009.
- 2011-Tras participar 3 años consecutivos en la máxima categoría brasileña, desciende a Segunda División.
- 2015-Vuelve a Primera División. Descendería ese mismo año.
- 2017-Nuevo ascenso a Brasileirao. Descendería nuevamente al finalizar el campeonato.
- 2019-Ascenso a Primera división brasileña tras un fugaz paso en Segunda. Pero es descendido nuevamente al ubicarse en la última posición.
- 2021-Al ubicarse en la 4ª posición de la Serie B, consigue su ascenso nuevamente a la máxima división brasileña.

## Estadio
El Avaí juega sus partidos en el Estadio de la Ressacada inaugurado en 1983 y con una capacidad de 19.000 espectadores.

## Datos del club
- Participaciones en la Copa Sudamericana: El Avai logró la clasificación a la Copa Sudamericana 2010, en la que hizo una memorable campaña llegando a cuartos de final, en la que fue eliminado contra el Goiás. El partido de ida fue empate de 2-2[11] y en la vuelta el equipo goianiense ganó 1-0.[12] El Avaí dejó en el camino a Emelec de Ecuador.[13][14]

## Participaciones internacionales
| Competencia           | Edición |
| --------------------- | ------- |
| Copa Sudamericana (1) | 2010.   |

### Por competición
| Torneo            | TJ | PJ | PG | PE | PP | GF | GC | DG | Puntos |
| ----------------- | -- | -- | -- | -- | -- | -- | -- | -- | ------ |
| Copa Sudamericana | 1  | 6  | 2  | 1  | 3  | 9  | 8  | +1 | 7      |
| Total             | 1  | 6  | 2  | 1  | 3  | 9  | 8  | +1 | 7      |

## Jugadores

### Plantilla 2025

#### Altas y bajas 2024/2025 (verano)
| Altas           | Altas          | Altas          | Altas          | Altas |
| Jugador         | Posición       | Procedencia    | Tipo           | Costo |
| --------------- | -------------- | -------------- | -------------- | ----- |
| Mendes          | Centrocampista | Santa Catarina | Préstamo.      | --    |
| Renan           | Delantero      | Caravaggio     | Transferencia. | --    |
| Nicolas Tedesco | Centrocampista | Avaí sub-20    | Promoción.     | --    |
| Rigley          | Delantero      | Avaí sub-20    | Promoción.     | --    |
| Thayllon        | Delantero      | Avaí sub-20    | Promoción.     | --    |
| Devid           | Defensa        | Avaí sub-20    | Promoción.     | --    |
| Jamerson        | Volante        | Avaí sub-20    | Promoción.     | --    |
| Fellypinho      | Centrocampista | Avaí sub-20    | Promoción.     | --    |
| Quaresma        | Defensa        | Agente libre   | Libre.         | --    |

| Bajas             | Bajas          | Bajas        | Bajas                  | Bajas |
| Jugador           | Posición       | Destino      | Tipo                   | Costo |
| ----------------- | -------------- | ------------ | ---------------------- | ----- |
| Maurício Garcez   | Delantero      | Juventude    | Préstamo.              | --    |
| William Pottker   | Delantero      | Agente libre | Rescisión de contrato. | --    |
| Natanael          | Defensa        | A definir    | Salida.                | --    |
| Ronaldo Henrique  | Volante        | A definir    | Salida.                | --    |
| João Paulo        | Centrocampista | A definir    | Salida.                | --    |
| Douglas Friedrich | Portero        | Agente libre | Salida.                | --    |
| Gabriel Dias      | Defensa        | Agente libre | Salida.                | --    |
| Pedro Castro      | Volante        | Remo         | Fin de contrato.       | --    |

## Entrenadores
Captains
- Pires (1924)[44][45][46]
- José Caldas Maciel (octubre de 1926-?)[47]

Ground comittees (comisiones de deporte)
- Joél Souza, Adolfo Boos y Antonio Machado (octubre de 1931–?)[48]

Directores técnicos
- Josué Teixeira (diciembre de 2006–febrero de 2007)[49][50]
- Sergio Ramírez (febrero de 2007-abril de 2007)[50][51]
- Zé Teodoro (mayo de 2007–junio de 2007)[52][53]
- Sergio Ramírez (diciembre de 2007–marzo de 2008)[54][55]
- Edson Neguinho (?–octubre de 2010)[56]
- Vágner Benazzi (octubre de 2010–febrero de 2011)[56][57]
- Silas (febrero de 2011–junio de 2011)[58][59]
- Alexandre Gallo (junio de 2011–agosto de 2011)[59][60]
- Edson Neguinho (interino- agosto de 2011)[61]
- Toninho Cecílio (agosto de 2011–noviembre de 2011)[62][63]
- Mauro Ovelha (noviembre de 2011–marzo de 2012)[64][65]
- Hemerson Maria (interino- marzo de 2012–abril de 2012/abril de 2012–septiembre de 2012)[66][67][68]
- Argel Fucks (septiembre de 2012–diciembre de 2012)[69][70]
- Sérgio Soares (diciembre de 2012–marzo de 2013)[71][72]
- Emerson Nunes (interino- marzo de 2013)[73]
- Ricardinho (marzo de 2013–junio de 2013)[74][75]
- Hemerson Maria (junio de 2013–noviembre de 2013)[76][77]
- Emerson Nunes (diciembre de 2013–febrero de 2014)[78][79]
- Paulo Turra (febrero de 2014–marzo de 2014)[80][81]
- Pingo (marzo de 2014–mayo de 2014)[82][83]
- Raul Cabral (interino- mayo de 2014)[83]
- Geninho (junio de 2014–marzo de 2015)[84][85]
- Raul Cabral (marzo de 2015)[86]
- Gilson Kleina (marzo de 2015–noviembre de 2015)[87][88]
- Raul Cabral (interino- noviembre de 2015–diciembre de 2015/diciembre de 2015–marzo de 2016)[89][90][91]
- Evando (interino- marzo de 2016)[91]
- Silas (marzo de 2016–agosto de 2016)[92][93]
- Evando (interino- agosto de 2016)[93][94]
- Claudinei Oliveira (agosto de 2016–abril de 2018)[95][96]
- Geninho (abril de 2018–junio de 2019)[97][98]
- Alberto Valentim (junio de 2019–octubre de 2019)[99][100]
- Evando (octubre de 2019–diciembre de 2019)[100]
- Augusto Inácio (diciembre de 2019–febrero de 2020)[101][102]
- Rodrigo Santana (febrero de 2020–agosto de 2020)[103][104]
- Evando (interino- agosto de 2020)[104]
- Geninho (agosto de 2020–diciembre de 2020)[105][106]
- Claudinei Oliveira (diciembre de 2020–febrero de 2022)[107][108]
- Fabrício Bento (interino- febrero de 2022)[109]
- Eduardo Barroca (febrero de 2022–septiembre de 2022)[110][111]
- Lisca (septiembre de 2022–octubre de 2022)[112][113]
- Fabrício Bento (interino- octubre de 2022-noviembre de 2022)[113]
- Alex (noviembre de 2022–mayo de 2023)[114][115]
- Marquinhos (interino- mayo de 2023)[116]
- Gustavo Morínigo (mayo de 2023–julio de 2023)[117][118]
- Eduardo Barroca (julio de 2023–abril de 2024)[119][120]
- Marquinhos (interino- abril de 2024–mayo de 2024)[121]
- Gilmar dal Pozzo (mayo de 2024–agosto de 2024)[122][123]
- Enderson Moreira (agosto de 2024–presente)[5]

## Palmarés

### Torneos nacionales oficiales (1)
- Campeonato Brasileño de Serie C (1): 1998
- Subcampeón del Campeonato Brasileño de Serie B (1): 2016

### Torneos estatales oficiales (34)
- Campeonato Catarinense (18): 1924,[124] 1926, 1927,[125] 1928,[125] 1930,[125] 1942, 1943, 1944, 1945, 1973, 1975, 1988, 1997 , 2009 , 2010,[126] 2012,[127] 2019 y 2021.
- Segunda División del Campeonato Catarinense (1): 1994
- Copa Santa Catarina (1): 1995
- Copa del Gobernador de Santa Catarina (2): 1983 y 1985
- Torneo Inicio Catarinense (12): 1925, 1926, 1933, 1936, 1938, 1942, 1943, 1944, 1946, 1955, 1960 y 1963

### Torneos municipales oficiales (20)
- Campeonato de la Ciudad de Florianópolis (20): 1924,[125] 1926,[125] 1927,[125] 1928,[125] 1930,[125] 1933, 1938, 1940, 1942, 1943, 1944, 1945, 1949, 1951, 1952, 1953, 1958, 1960, 1963 y 1995